# Aïn Témouchent
Aïn Témouchent   este un oraș  în  Algeria. Este reședința  provinciei  Aïn Témouchent.